# Charles Maybon
Charles Maybon, né le 24 avril 1872 à Marseille et mort le 28 avril 1926 à Carnoules, est un professeur, écrivain et journaliste français connu pour ses activités en Chine et en Indochine.

## Carrière
Charles Maybon obtient sa licence ès lettres en 1898. Il arrive à Hanoi en 1905 pour prendre la direction de l'école Auguste Pavie, destinée à l'éducation des fils de mandarins du Yunnan, à l’initiative du gouverneur général Paul Beau pour ouvrir les Chinois à la culture française. Il est également professeur de chinois et d'histoire de l'Extrême-Orient à l'université indochinoise et stagiaire à l'EFEO. 
Il effectue une mission en Chine pour chercher la meilleure voie de communication entre la vallée moyenne du Xijiang et la mer, entre Nanning et Haïphong. 
Il dirige la Revue indochinoise, qui compte la collaboration de nombreux chercheurs, comme Georges Cordier.
Il devient en 1907 secrétaire-bibliothécaire de l'EFEO. Il donne des cours de chinois en l'absence de Paul Pelliot. 
En 1911, il fonde l'École française de Shanghai qu'il dirige pendant neuf ans. 
Il soutient deux thèses en vue de son doctorat ès-lettres : l'une consacrée au missionnaire Pierre-Jacques Lemonnier de La Bissachère, l'autre traitant des rapports des Européens avec l'Annam depuis la fin du XVIe siècle jusqu'au début du XIXe siècle. En 1920, il devient pour 3 ans directeur de l'Institut technique franco-chinois de Shanghai. 
En 1925, il entre dans le service de l'Instruction publique en Indochine en qualité de directeur de l'École supérieure de pédagogie. Il reconsidère alors la formation des maîtres, ainsi que la préparation des manuels scolaires.
Il meurt à la suite d'un accident d'automobile survenu à Carnoules pendant un séjour en France.

## Distinctions
- Chevalier de la Légion d'honneur (1925)